# Cal Rei (Santa Eugènia de Berga)
Cal Rei és un edifici del municipi de Santa Eugènia de Berga (Osona) que forma part de l'Inventari del Patrimoni Arquitectònic de Catalunya.

## Descripció
És una petita masia en la qual s'hi endevinen tres etapes constructives. La primera, de planta rectangular, d'un sol tram, està construïda amb una base de pedra i alçat de tàpia, aquí hi devia haver la llinda primitiva datada el 1833 que ara es troba a la façana actual. Seguint la mateixa orientació a migdia, i per la part nord, hi ha un tram adossat de pedra i amb la mateixa coberta. A la part de migdia s'hi adossa un altre cos que data de principis de segle, correspon a la façana actual amb un portal rectangular i dues finestres, al primer pis hi ha tres arcades i dues finestres. A llevant s'hi adossa un cos de construcció més recent. A ponent s'observen les tres fases constructives fetes amb diferent aparell.

## Història
Està situada a la part esquerra del camí ral de Puiglagulla. Fou masoveria de Fontanelles i amb aquest nom la trobem registrada en un llistat de masies modernes del segle xviii de la parròquia de Santa Eugènia de Berga.
En el nomenclàtor de la província de Barcelona de l'any 1860 la trobem registrada com a "masia casa de labranza".